# Старобалтачево
Старобалта́чево (баш. Иҫке Балтас) — село, административный центр Балтачевского района Республики Башкортостан, а также центр Старобалтачевского сельсовета.

## География
Расположено на реке Быстрый Танып (приток Белой), в 190 км от Уфы. Изначально основано у реки Карыш, в нескольких километрах от реки Танып.

## История
Название деревни — Балтач (Балтас) (по имени первопоселенца, отца Кулыя Балтачева). Раннее название деревни неизвестно. Возможно, её называли Кыр-Танып или Танып, фиксировалось также как Таныпларово, Кулыево, Кулуй. Однако при проведении одной из административных реформ село стало официально называться Старобалтачево (а в Новобалтачево превратилось расположенное в 7 километрах севернее село Усак).
Балтас — башкир-вотчинник, по-видимому, занимал старшинскую должность. Поскольку она была наследственной, то его сын заменил отца на этой должности. Кулуй действительно старшинствовал в 1759—1780 гг., причём был старшиной Кара-Табынской волости, куда входила Таныпская. По его имени деревню называли Кулыево.
В 1834 году в д. Старобалтачево жили сыновья Кулуя: юртовой старшина Абдулнасыр Кулуев, 57 лет, его сыновья: Мухаметба-сим (его — Мугтасим, Ризван, Мухаметсадык, Мухаметхусаин, Валиахмет и Хасан), 55-летний походный старшина Абдуллатиф Кулуев. В 1842 г. Мухаметбасим Абдулнасырович носил фамилию Балтасев.
По другим данным, во время Крестьянской войны Кулуй (Кулый) Балтасев (Балтачев) выступил на стороне правительственных войск, за что его дом был сожжён, а семья вырезана восставшими. Кулуй был использован как надежный свидетель обвинения в следственном процессе над Салаватом Юлаевым в Тайной экспедиции Сената в Москве. Его деятельность по усмирению восставших была отмечена похвальными аттестатами, денежными наградами и медалями. После подавления восстания Кулуй поселился в Красноуфимске, получал назначенную ему императрицей Екатериной Великой пенсию.
В 1843 году на 356 башкир (по данным ревизии 1834 года) было засеяно 960 пудов озимого и 1728 пудов ярового хлеба. В 1834 году в селе располагались четыре водяные мельницы, волостное правление, позже были открыты русско-башкирская школа и земское пятилетнее начальное училище. Также при двух мечетях действовали медресе.
В «Списке населенных мест по сведениям 1870 года», изданном в 1877 году, населённый пункт упомянут как деревня Старая Балтачева (Таныпларова, Кулуева) 2-го стана Бирского уезда Уфимской губернии. Располагалась при речке Карыше, по левую сторону реки Таныпа, в 65 верстах от уездного города Бирска и в 28 верстах от становой квартиры в селе Тепляки. В деревне, в 130 дворах жили 850 человек (419 мужчин и 431 женщина, мещеряки, тептяри), были мечеть, волостное правление, училище, водяная мельница. Жители занимались плотничеством и пилкой леса.

## Население
| 1939 | 1959  | 1970  | 1979  | 1989  | 2002  | 2009  | 2010  | 2021  |
| ---- | ----- | ----- | ----- | ----- | ----- | ----- | ----- | ----- |
| 2160 | ↗2339 | ↗2999 | ↗4407 | ↘4161 | ↗5601 | ↗6148 | ↘5598 | ↗7022 |

Национальный состав
Согласно переписи 2002 года: башкиры (5.0 %), татары (85.0 %), марийцы (1.7 %), русские (1.1 %), лица других национальностей — 1,2 % .
| 1979 | 4 407 | 3 708 | 198   | 173 | 252 |
| 1989 | 4 161 | 1 103 | 2 901 | 84  | 59  |
| 2002 | 5 601 | 617   | 4760  | 93  | 63  |

Согласно переписи 2020 года: татары (48,1 %), башкиры (45,8 %).

## Экономика
В селе расположены кирпичный и маслодельный заводы, имеются несколько более мелких предприятий и мастерских. Выращиваются зерновые культуры и овощи. Часть мужского населения села работает вахтовым методом на нефтегазовых предприятиях Сибири и Крайнего Севера.

## Средства массовой информации
- Газета "Балтач таңнары"
- Страница Администрации Балтачевского района

### Телевидение
Два цифровых мультиплекса (20 ТВ программ + 3 радио) РТРС
- Первый канал;
- Россия 1 / ГТРК Башкортостан;
- БСТ;
- Россия К.

### Радио
71,90 МГц — Радио России (Бураево);
100,8 МГц — Радио Юлдаш (Бураево);
107,7 МГц — Спутник ФМ (Бураево).

## Культура
В Старобалтачево функционирует мишарский историко-культурный центр.

## Религия
Мечети
- Соборная мечеть
- Мечеть Батырша

## Известные уроженцы, жители
Галиев Газзали (урож. д. Имяново) — педагог, первый редактор районной газеты «За генеральную линию» (1931), первый директор Старобалтачевской средней школы (ныне МОБУ СОШ № 1).
Карамова, Лена Мирзаевна (6 февраля 1939, с. Старобалтачево) — врач-профпатолог, член-корреспондент АН РБ (1991), доктор медицинских наук (1986), профессор (1992), заслуженный деятель науки РБ (1992), заслуженный врач РФ (2006), заслуженный врач БАССР (1985), почётный работник Госсанэпиднадзора РФ (1995).
Касимова, Фардуна Касимовна (1934) — актриса, режиссёр, профессор Уфимского института искусств. Заслуженный деятель искусств БАССР (1984), заслуженный работник высшей школы РФ (2003).
- Бакиров, Федор Гайфуллович (1947) — советский и российский учёный-педагог и инженер-механик. Доктор технических наук (1995), профессор (2007).

## Достопримечательности
Музей идеолога башкирского восстания 1755—1756 гг. Батырши — Габдуллы Галиева. В фонде музея имеется свыше 100 рукописей авторства Батырши. Ежегодно музей встречает 3—4 тысяч посетителей.